# 夢中さ、きみに。
『夢中さ、きみに。』（むちゅうさ きみに）は、和山やまによる、全8編の短編漫画からなる漫画短編集。

## 概要
2019年2月17日に東京ビッグサイトで開催された同人誌即売会『COMITIA127』で頒布された同名タイトルの同人誌が『月刊コミックビーム』（KADOKAWA）の編集者の目に留まり、書籍化が決定。同年8月10日、コミックビームのレーベル『ビームコミックス』（同社）から刊行された。第23回文化庁メディア芸術祭マンガ部門新人賞、第24回手塚治虫文化賞短編賞など多くの賞を総なめにした。
本作はミステリアスな魅力を持った、中高一貫の男子校に通う高校2年生の林美良を中心に描かれた4編と、中学生の時にモテすぎた反動で、平穏な日常を求めて「逆・高校生デビュー」を果たした高校2年生の二階堂明を中心に描かれた4編から構成されている。
2024年12月時点で単行本の累計発行部数は50万部を突破している。
メディアミックスとして、2021年1月から大西流星主演でテレビドラマ化され、同年3月には梶裕貴と小野賢章により朗読劇化された。また、2025年にはテレビアニメが放送予定。

## 収録作品
| # | 作品名                          |
| - | ------------------------------- |
| 1 | かわいい人                      |
| 2 | 友達になってくれませんか        |
| 3 | 描く派                          |
| 4 | 走れ山田!                       |
| 5 | うしろの二階堂                  |
| 6 | おまけの二階堂                  |
| 7 | うしろの二階堂 怒りの授業編     |
| 8 | うしろの二階堂 恐怖の修学旅行編 |

## 書誌情報
- 和山やま 『夢中さ、きみに』 KADOKAWA〈ビームコミックス〉、2019年8月10日発売、ISBN 978-4-04-735718-1

## テレビドラマ
2021年1月8日（7日深夜）から2月5日（4日深夜）まで、毎日放送の深夜ドラマ枠「ドラマ特区」で放送された。主演は大西流星（なにわ男子 / 関西ジャニーズJr.）。

### キャスト
※ （★）が林美良編、（☆）が二階堂明編に出演。出演話無表記は全話出演。
- 林美良 - 大西流星（なにわ男子 / 関西ジャニーズJr.）
- 二階堂明 - 高橋文哉[9][10]
- 松屋めぐみ - 福本莉子（★）[11][12]
- 目高優一 - 坂東龍汰（☆）[11][12]
- 江間譲二 - 楽駆（★）[13][14]（第2話・第3話・第5話）
- 佐藤みのる - 横田真悠（☆）[13][14]（第1話）
- 小松豊 - 前田旺志郎（★）[15][16]（第1話・第3話）
- 荒川祥子[注 1] - 河合優実（☆）[15][16]
- 山田章太郎 - 望月歩（★）[17][18]（第5話）
- 堂島篤子[注 1]  - 伊藤万理華（☆）[17][18]
- 矢島美保 - 川島鈴遥（☆）[19]
- 平田 - 青木柚（★）[20]（第1話・第3話）
- 江崎亮斗 - 早坂柊人（☆）[21]
- 佐倉有志 - 髙橋楓翔（☆）[21]
- 教師（小塚高校） - 竹森千人（☆）[22]（第1話 - 第4話）
- 女子生徒 - 市島琳香[23]、上村歩未[24]、水瀬瑞希（★）[25]（いずれも第1話）
- 竹田 - 遠藤史人（★）[26]（第2話・第5話）
- 男子生徒 - 奥田夢叶（★）[27]（第2話）
- 二階堂の母 - 山本裕子（☆）[28]（第2話）
- 教師（鐘亀高校） - 竹井亮介（★）[29]（第2話）
- 江間の母 - 中村真知子（★）[30]（第2話）
- 教師（鐘亀高校） - 西村誠治（★）[31]（第2話）
- 店員（東祥飯店） - 小松之桜（★）（第2話）
- 理容師 - 岩崎孝宣（☆）[32]（第2話）
- ケイタ（江間の弟） - 徳山凛響（★）[33]（第2話）
- リナ（江間の妹） - 渡十和（★）[33]（第2話）
- 妹尾正広 -  西垣匠（★）[34]（第5話）
- 大島 - 芳村宗治郎（★）[35]（第5話）
- 事務員（鐘亀高校） - 上埜すみれ（★）[36]（第5話）

### スタッフ
- 原作 - 和山やま『夢中さ、きみに。』（ビームコミックス / KADOKAWA刊）[3]
- 監督 - 塚原あゆ子、髙野英治、宮﨑萌加[3]
- 脚本 - 喜安浩平、濱田真和[3]
- 音楽 - 遠藤浩二[37]
- 主題歌 - なにわ男子「夜這星」[38][39]
- オープニングテーマ - Broken my toybox「Hello Halo -ReLight-」（Universal Connect）[40]
- チーフプロデューサー - 丸山博雄[3]
- プロデューサー - 尹楊会、松本桂子、塩村香里[3]
- 制作 - TBSスパークル
- 製作 - 『夢中さ、きみに。』製作委員会、毎日放送

### 放送日程
| 話数   | 放送日   | 放送日  | サブタイトル                                                        | 脚本     | 監督       |
| 話数   | 毎日放送 | tvk     | サブタイトル                                                        | 脚本     | 監督       |
| ------ | -------- | ------- | ------------------------------------------------------------------- | -------- | ---------- |
| 第1話  | 1月08日  | 1月07日 | 林編『友達になってくれませんか』 二階堂編『うしろの二階堂（前編）』 | 喜安浩平 | 塚原あゆ子 |
| 第2話  | 1月15日  | 1月14日 | 林編『かわいい人』 二階堂編『逆 高校デビュー』                      | 濱田真和 | 髙野英治   |
| 第3話  | 1月22日  | 1月21日 | 林編『描く派』 二階堂編『恐怖の修学旅行 予告編』                    | 喜安浩平 | 塚原あゆ子 |
| 第4話  | 1月29日  | 1月28日 | 林編『夜のオフ会』 二階堂編『恐怖の修学旅行』                       | 濱田真和 | 宮﨑萌加   |
| 最終話 | 2月05日  | 2月04日 | 林編『走れ山田!』 二階堂編『夢中さ、きみに。』                      | 喜安浩平 | 髙野英治   |

### 放送局
| 放送期間        | 放送時間                     | 放送局       | 対象地域   | 備考              |
| --------------- | ---------------------------- | ------------ | ---------- | ----------------- |
| 2021年1月7日 -  | 木曜 23:00 - 23:30           | テレビ神奈川 | 神奈川県   | 1時間59分先行放送 |
| 2021年1月8日 -  | 金曜 0:59 - 1:29（木曜深夜） | 毎日放送     | 近畿広域圏 | 製作局            |
| 2021年1月9日 -  | 土曜 0:00 - 0:30（金曜深夜） | 千葉テレビ   | 千葉県     |                   |
| 2021年1月14日 - | 木曜 0:00 - 0:30（水曜深夜） | テレビ埼玉   | 埼玉県     |                   |
|                 | 木曜 22:30 - 23:00           | とちぎテレビ | 栃木県     |                   |
|                 | 木曜 23:30 - 翌 0:00         | 群馬テレビ   | 群馬県     |                   |

| 毎日放送 ドラマ特区 | 毎日放送 ドラマ特区 | 毎日放送 ドラマ特区 |
| 前番組              | 番組名              | 次番組              |
| ------------------- | ------------------- | ------------------- |
| 社内マリッジハニー  | 夢中さ、きみに。    | 西荻窪 三ツ星洋酒堂 |

## 朗読劇
魔法瓶メーカーのサーモスによって企画され、2021年3月7日にサーモス公式YouTubeチャンネルにてライブ配信された。全1公演。

### キャスト（朗読劇）
- 目高優一 - 梶裕貴[44]
- 二階堂明 - 小野賢章[44]

### スタッフ（朗読劇）
- 原作：和山やま「夢中さ、きみに。」（ビームコミックス / KADOKAWA 刊）[7]
- 脚本：中屋敷法仁[7]
- 主催：サーモス株式会社[7]

## テレビアニメ
2024年10月に、和山やまアニメプロジェクトとして、『カラオケ行こ!』とともにテレビアニメ化が発表された。2025年8月よりAT-Xほかにて放送予定。

### キャスト（テレビアニメ）
- 林美良：小野賢章[5]
- 江間譲二：内山昂輝[5]
- 二階堂明：岡本信彦[49]
- 目高優一：小野友樹[49]

### スタッフ（テレビアニメ）
- 原作 - 和山やま[45]
- 監督 - 中谷亜沙美[45]
- 助監督 - 塚原佑希子[46]
- シリーズ構成 - 成田良美[45]
- キャラクターデザイン - 松浦麻衣[45]・谷口淳一郎[49]
- メインアニメーター - 野澤かれん、中俣由貴乃
- 総作画監督 - 谷口淳一郎、稲手遥香、森田莉奈
- 美術監督 - 平間由香、松浦成美
- 美術設定 - 石原江莉奈、小山真由子
- 色彩設計 - 伊藤裕香
- 撮影監督 - 桒野貴文
- 編集 - 長谷川舞
- 音響監督 - 木村絵理子
- 音響効果 - 八十生太
- 音楽制作 - KADOKAWA
- 音楽 - 伊賀拓郎[45]
- オープニングテーマ - 須田景凪「ラブル」[50]
- エンディングテーマ - 山下大輝×畠中佑「微炭酸アドレセンス」
- アニメーション制作 - 動画工房[45]
- 製作 - アニメ「夢中さ、きみに。」製作委員会[45]

### 放送局
| 放送期間        | 放送時間                     | 放送局       | 対象地域   | 備考                                 |
| --------------- | ---------------------------- | ------------ | ---------- | ------------------------------------ |
| 2025年8月21日 - | 木曜 21:30 - 22:00           | AT-X         | 日本全域   | CS放送 / 字幕放送 / リピート放送あり |
|                 | 木曜 22:30 - 23:00           | TOKYO MX     | 東京都     |                                      |
|                 | 木曜 23:30 - 金曜 0:00       | BS11         | 日本全域   | BS放送 / 『ANIME+』枠                |
| 2025年8月22日 - | 金曜 1:26 - 1:56（木曜深夜） | 北海道放送   | 北海道     |                                      |
|                 | 金曜 1:45 - 2:15（木曜深夜） | 関西テレビ   | 近畿広域圏 |                                      |
|                 | 金曜 1:59 - 2:29（木曜深夜） | ミヤギテレビ | 宮城県     |                                      |
|                 | 金曜 2:00 - 2:30（木曜深夜） | メ〜テレ     | 中京広域圏 |                                      |
|                 |                              | TVQ九州放送  | 福岡県     |                                      |

| 配信開始日    | 配信時間                | 配信サイト | 備考           |
| ------------- | ----------------------- | --- | -------------- |
| 2025年8月21日 | 木曜 22:00 - 22:30      | ABEMA | 見放題先行配信 |
| 2025年8月24日 | 日曜 22:00 以降順次更新 | dアニメストア U-NEXT アニメ放題 ニコニコ生放送 ニコニコチャンネル Lemino DMM TV バンダイチャンネル Hulu AnimeFesta FOD TELASA J:COM STREAM milplus 見放題パックプライム WOWOWオンデマンド カンテレドーガ TVer Amazon Prime Video Disney+ Netflix | 見放題配信     |
|               |                         | HAPPY!動画 Rakuten TV | 都度課金配信   |